# NGC 1354
NGC 1354 је лентикуларна галаксија у сазвежђу Еридан која се налази на NGC листи објеката дубоког неба.
Деклинација објекта је - 15° 13' 15" а ректасцензија 3h 32m 29,2s. Привидна величина (магнитуда) објекта NGC 1354 износи 12,3 а фотографска магнитуда 13,2. NGC 1354 је још познат и под ознакама MCG -3-10-4, IRAS 03301-1523, PGC 13130.